# Masakatsu Hachisuka
Masakatsu Hachisuka (jap. 蜂須賀正勝 Hachisuka Masakatsu; 1526 - 8 lipca 1586) – samuraj, szeroko znany jako Koroku Hachisuka (jap. 蜂須賀小六 Hachisuka Koroku), był członkiem świty Hideyoshiego Toyotomi. 
Masakatsu urodził się w prowincji Mino. Ｗ roku 1556 Masakatsu przyłączył się do Nobunagi Oda. Walczył w wielu bitwach takich jak np. bitwa nad rzeką Anegawa bitwa o Anegawę. po śmierci Nobunagi w roku 1582 otrzymał 10.000 koku za ślubowanie lojalności Hideyoshiemu Toyotomi.
Legenda głosi, że w 1567 Masakatsu wsparł Hideyoshiego w konstrukcji "Zamku Jednej Nocy" w Sunomacie.